# Splendrillia crassiplicata
Splendrillia crassiplicata é uma espécie de gastrópode do gênero Splendrillia, pertencente a família Drilliidae.